# Antonio Cavaleri
Antonio Cavaleri, detto Antonino (Agrigento, 9 settembre 1719 – Agrigento, 11 dicembre 1792), è stato un vescovo cattolico italiano, 79º vescovo di Agrigento.

## Biografia

### Carriera ecclesiastica
Nacque ad Agrigento il 9 settembre 1719. Giovanissimo entrò nel seminario della città per studiare teologia ed in seguito si trasferì al collegio dei Santi Tommaso e Agostino. Il 22 dicembre 1742, all'età di 23 anni, fu ordinato sacerdote e successivamente fu vicario dell'arcivescovo di Palermo. Il 9 aprile 1764 fu designato vescovo ausiliare di Agrigento e vescovo titolare di Eritre. Fu ordinato ufficialmente il 29 luglio dello stesso anno dall'arcivescovo Francesco Testa, co-consacranti i vescovi Gioacchino Castelli e Giovanni Pietro Galletti. Egli stesso fu co-consacrante durante le ordinazione episcopali dei vescovi Severino Maria Castelli e Michele Scavo. Successivamente il 15 settembre 1788 fu designato vescovo di Agrigento dove morì l'11 dicembre 1792.

## Genealogia episcopale
La genealogia episcopale è:
- Cardinale Sigismund von Kollonitz
- Cardinale Mihály Frigyes Althann
- Cardinale Juan Álvaro Cienfuegos Villazón, S.I.
- Cardinale Joaquín Fernández de Portocarrero
- Arcivescovo Francesco Testa
- Vescovo Antonio Cavaleri